# Apastowo
Apastowo – osiedle typu miejskiego w Rosji, w Tatarstanie. W 2010 roku liczyło 5145 mieszkańców.